# Les Chômeurs en folie
Pour plus de détails, voir Fiche technique et Distribution.
Les Chômeurs en folie est un film français réalisé par Georges Cachoux et sorti en 1982.

## Fiche technique
- Titre : Les Chômeurs en folie
- Réalisation : Georges Cachoux
- Scénario : Georges Cachoux
- Photographie : Jean-Jacques Renon
- Musique : Georges Cachoux
- Montage : Bruno Zincone
- Production : Audiphone - Isa Films
- Pays d'origine :  France
- Durée : 89 minutes
- Date de sortie : 
  - France : 19 mars 1982

## Distribution
- Éric Civanyan : André
- Tchee : Lucien
- Didier Bourdon : Anatole
- Sandra Bel
- Jean Dolande
- Thierry Beaufour
- Jean-François Blondeau
- Zinda Carvalho
- Michel David